# Villa Pagani
 (février 2025).
La villa Pagani est une villa de Florence située sur la Piazza San Francesco di Paola.

## Histoire
La villa est un exemple important du style éclectique à Florence, quelques années avant la diffusion du style Art nouveau. Elle fut construite par Adolfo Coppedè entre 1896 et 1899, avant qu'il ne soit influencé par les innovations de la sécession viennoise.

## Description
Le bâtiment se caractérise avant tout par la tour panoramique, au plan octogonal, qui, grâce au relief vallonné et à la proximité du centre, bénéficie d'une vue extraordinaire sur la ville. La tour, comme la villa, s'inspire des canons de l'architecture maniériste florentine, réinterprétant ses éléments de manière scénographique et imaginative.
On retrouve ici et là des éléments curieux, tels que des mascarons, des inscriptions, des volutes et des urnes (ces dernières dans les pignons brisés des ouvertures du rez-de-chaussée).

## Galerie

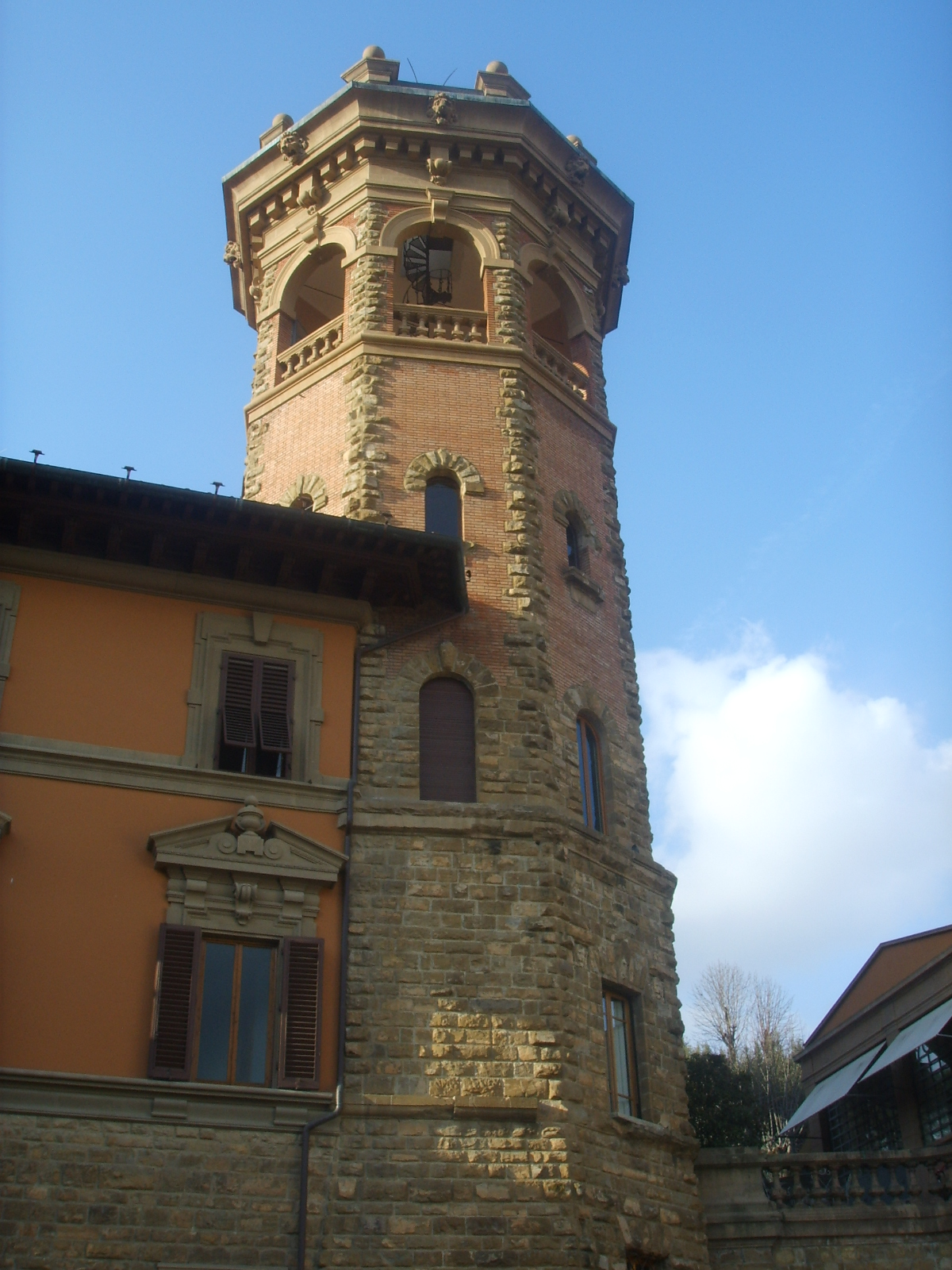
La tourelle.
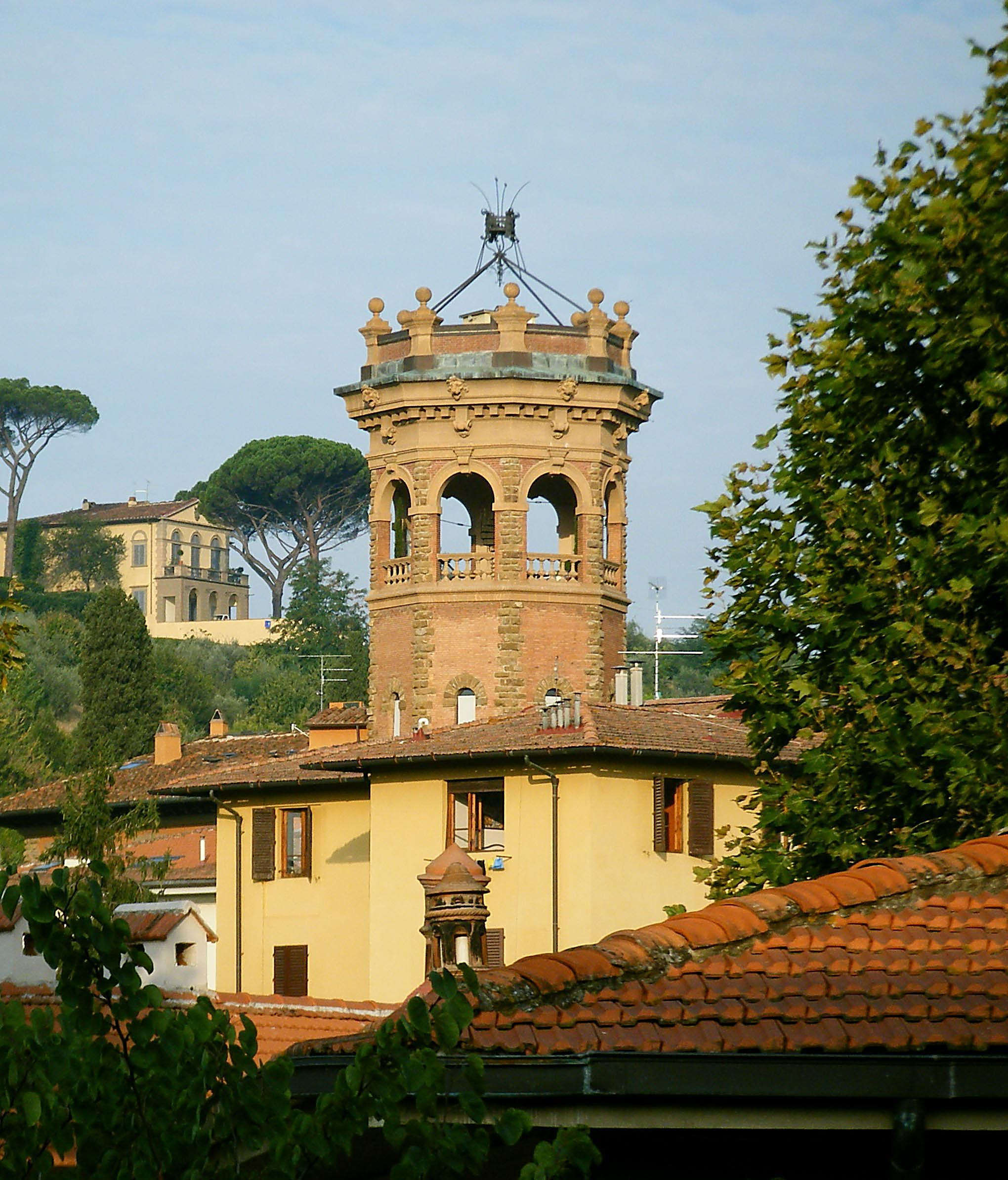
Vue sous un autre angle. Au fond la villa Brichieri-Colombi sur la colline de Bellosguardo.
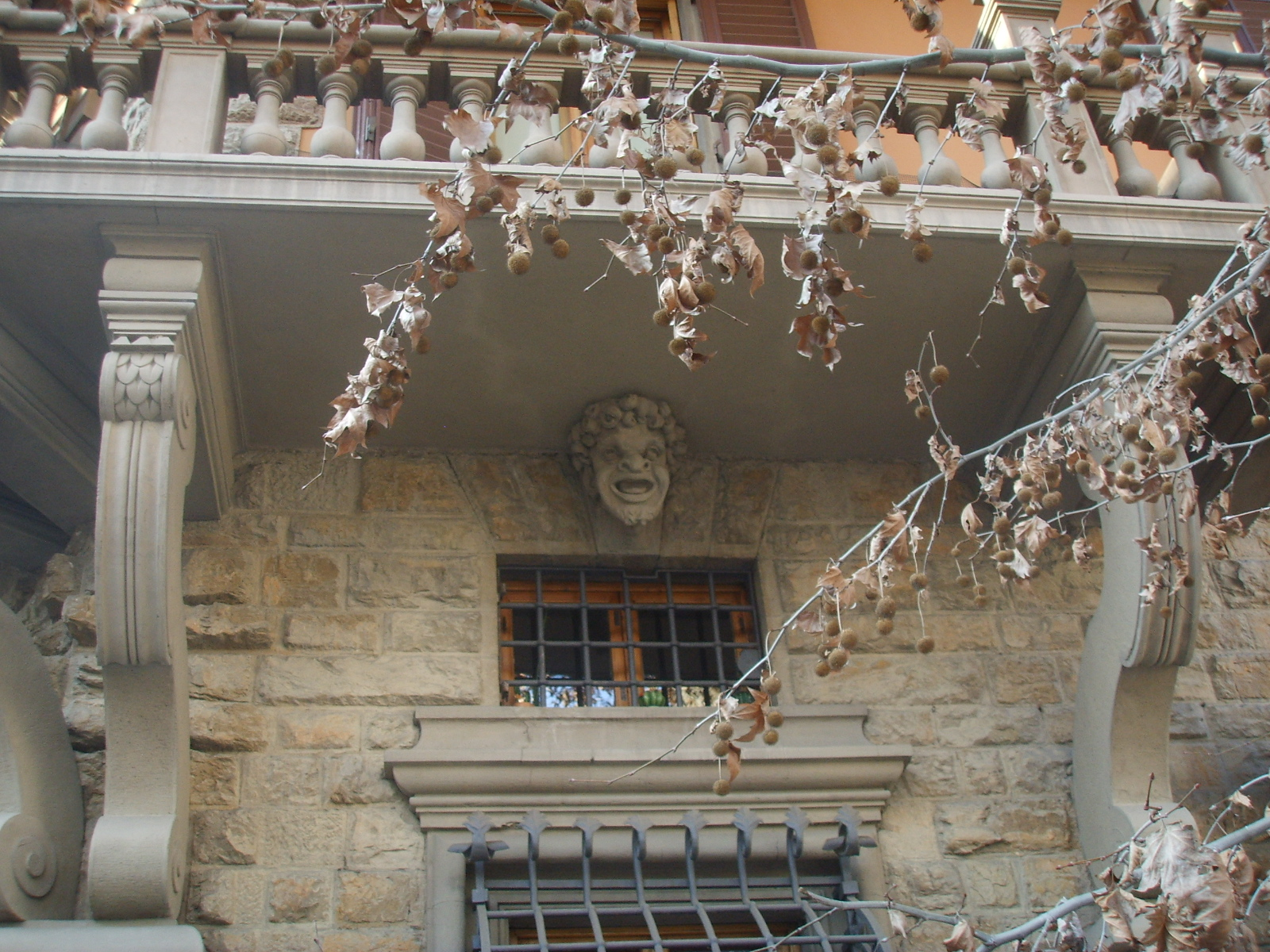
Mascaron.
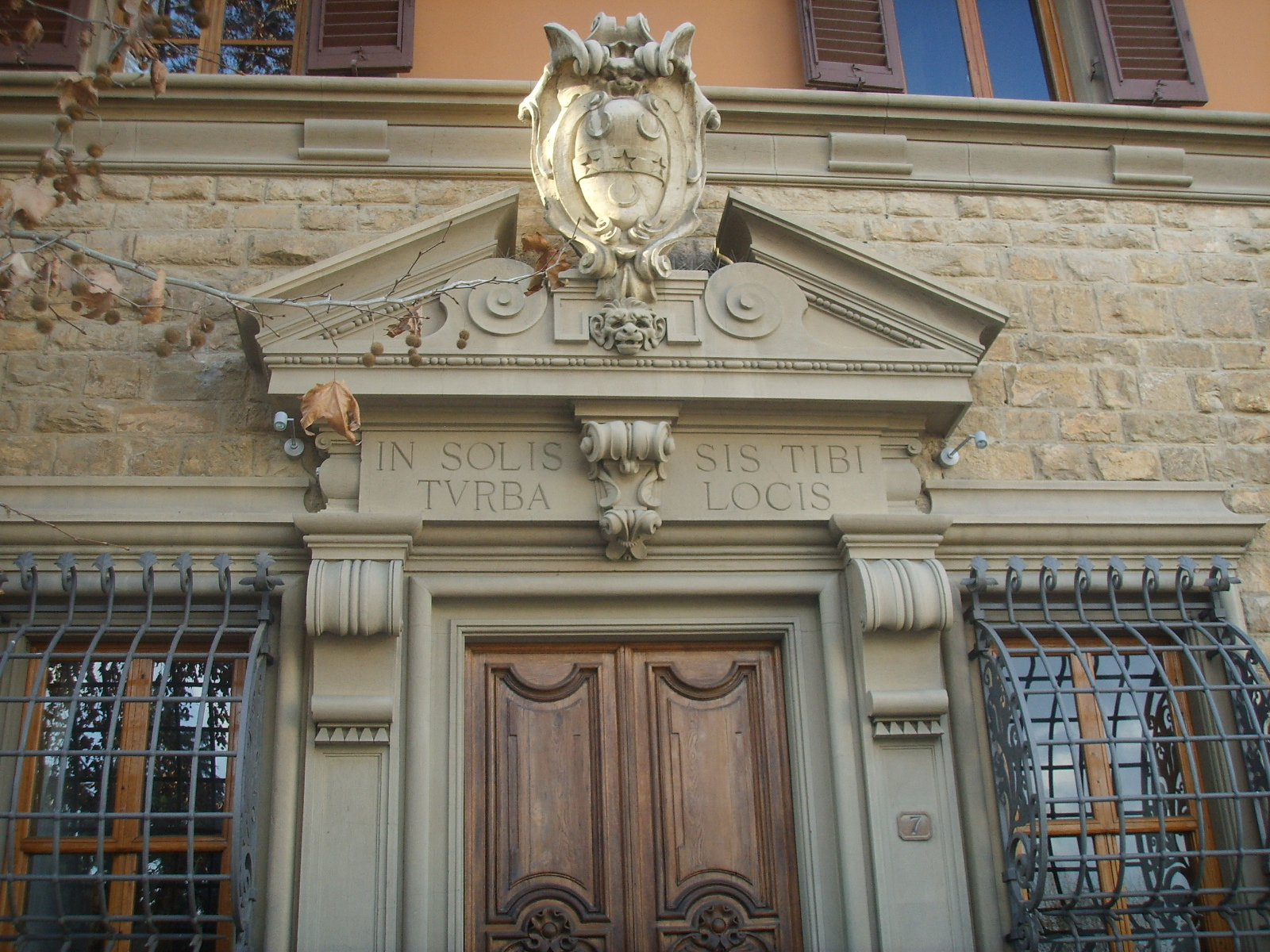
Portail avec les armoires des Pagani.